# 萨克巴
萨克巴 (英語：Saqba) 是叙利亚马尔凯兹大马士革农村区的一个村庄。

## 著名人物
- 叙利亚总理伊馬德·哈米斯出生于此。